# صراف قاسم (شاعر)
صرّاف قاسم (به زبان ترکی آذربایجانی: Sərraf Qasım) - (سالهای ۱۹۳۹–۲۰۱۸ میلادی - نخجوان)، شاعر اهل بیت، استاد موسیقی عاشیقی، بنیان‌گذار مکتب عاشیقی معاصر نخجوان، دانشمند دانشگاه کشاورزی آذربایجان

## زندگی‌نامه
صرّاف قاسم رستم‌لی فرزند ایّوب در تاریخ ۳۹ ماه دسامبر سال ۱۹۳۹ میلادی در روستای آشاغی قشلاق بخش شاهبوز جمهوری خودمختار نخجوان متولد شده‌است. در سالهای ۱۹۶۲–۱۹۶۷ در دانشکده دامپروری دانشگاه کشاورزی آذربایجان در شهر گنجه تحصیل کرده و موفق به دریافت مدرک دانشمندی این دانشگاه در رشته دامپروری شده‌است. صرّاف قاسم در دوران طلبگی در شهر گنجه از اساتید مختلف دیگر و عاشیقان و شعرای این منطقه همچنین علوم اجتماعی، مذهبی و اسرار موسیقی عاشیقی و شعرنویسی را به خوبی یادگرفته است. وی در همین دوران در بین شعراء و عاشیقان شهر گنجه به عنوان «صرّاف کلام» شناخته شده و به همین دلیل به عنوان یک شاعر لقب «صرّاف» را برای خود برگزیده است.
صرّاف قاسم در دوران شوروی در سازمانها و ادارات مختلف به عنوان یک کارشناس در زمینه کشاورزی و دامپروری فعالیت کرده، پس از استقلال جمهوری آذربایجان نیز تا زمان بازنشستگی در سال ۲۰۰۱ به عنوان استاد موسیقی عاشیقی در نخجوان فعالیت کاری خود را ادامه داده‌است.
صرّاف قاسم در تمامی دوره‌های فعالیت کاری خود به عنوان یک شاعر خلاق و فرهیخته موسیقی عاشیقی به صورت گسترده مشغول شعرنویسی و تبلیغ موسیقی عاشیقی در جمهوری خودمختار نخجوان شده‌است.
صرّاف قاسم در بین شعرای همدوره خود در جمهوری آذربایجان به عنوان شاعر نوحه نویس، مرثیه نویس، داستان‌نویس و شاعر اهل بیت (ع) شناخته شده شده‌است. اغلب مرثیه‌ها و نوحه‌های صرّاف قاسم در دوران شوروی سابق نوشته شده و لذا داری اهمیت خاص بوده‌است.
صراف قاسم در دوره قبل از و بعد از فروپاشی شوروی نقش بسیار مهمی در تبلیغ، تدریس و گسترش موسیقی عاشیقی سنتی در جمهوری خودمختار نخجوان داشته و لذا از سوی دانشمندان محقق، به عنوان بنیان‌گذار مکتب عاشیقی معاصر نخجوان اعلام شده‌است.
صرّاف قاسم در تاریخ ۹ ماه فوریه سال ۲۰۱۸ میلادی در ۷۸ سالگی بر اثر سکته قلبی درگذشته و در همان روز در قبرستان روستای آشاغی قشلاق بخش شاهبوز جمهوری خودمختار نخجوان به خاک سپرده شده‌است.

## عاشیق نوازیها
* آهنگ «جلیلی»
* آهنگ «روحانی»
* آهنگ «یانیق کرمی»

## فیلمهای تهیه شده در مورد زندگی صرّاف قاسم
به مناسبت هشتادمین سالگرد تولد صرّاف قاسم در سال ۲۰۲۰ میلادی چند فیلم مستند و برنامه تلویزیونی از طرف شبکه تلویزیونی دولتی نخجوان تهیه و توسط تلویزیون پخش شده‌است که برخی از آنها به شرح ذیل می‌باشد:
- فیلم مستند “Sazın, sözün Sərrafı”
- برنامه تلویزیونی “Sazın, sözün sehrində - Sərraf Qasım”